# 斛山乡
斛山乡，是中华人民共和国河南省信阳市光山县下辖的一个乡镇级行政单位。

## 历史沿革
1975年建砖桥公社析置斛山公社，1981年改为乡建制。2005年，撤销蔡桥乡，将其行政区域划归斛山乡管辖。
蔡桥乡位于光山县城东南。原属槐店乡，1985年建蔡桥乡。1997年，面积45.2平方千米，人口1.9万，辖郑围孜、胡店、赵岗、蔡桥、鄢墩、良种场、赵桥、天赐城、油坊、喻畈10个行政村和蔡桥街1个居委会。

## 行政区划
斛山乡下辖以下地区：
茶场街社区、蔡桥街社区、蔡庄村、陈大院村、范乡村、付岗村、刘湾村、卢湾村、梅岗村、邱大湾村、张老湾村、张棚村、郑湾村、斛山村、蔡桥村、胡店村、良种场村、天赐城村、油坊村、喻畈村、赵岗村、赵桥村、郑围孜村和鄢墩村。